# موتورشیپ کلاس بوردینو
موتورشیپ کلاس بوردینو (به انگلیسی: Borodino-class motorship) یک کلاس از کشتی است.